# Адріан Гантенбайн
Адріан Тобіас Гантенбайн (нім. Adrian Tobias Gantenbein, 18 квітня 2001, Вінтертур, Швейцарія) — швейцарський футболіст, фланговий захисник німецького клубу «Шальке 04».

## Ігрова кар'єра

### Клубна
Адріан Гантенбайн народився у місті Вінтертур і у 2009 році приєднався до молодіжної команди місцевого клубу «Вінтертур». З 2019 року футболіста було внесено до заявки основної команди на участь у Другому дивізіоні чемпіонату Швейцарії. Сезон 2021/22 «Вінтертур» виграв Череджн - лігу і підвищився в класі.
31 липня 2022 року у матчі проти «Лугано» Гантенбайн дебютував у вищому дивізіоні чемпіонату Швейцарії.
У травні 2024 року стало відомо, що Гантенбайн переходить до німецького «Шальке 04», з яким підписав контракт до 2028 року.

### Збірна
У 2021 році Адріан Гантенбайн провів шість матчів у складі молодіжної збірної Швейцарії.

## Досягнення
Вінтертур
- Переможець Челлендж - ліги: 2021/22